# Eamon Sullivan
Eamon Sullivan (Perth, 30 de agosto de 1985) é um nadador australiano especialista em provas rápidas de nado livre.
Ex-recordista mundial dos 50 metros livres com 21s28, e ex-recordista mundial dos 100 metros livres com 47s05 (o atual recordista é César Cielo, do Brasil, com 46s91). É um dos maiores velocistas da atualidade, porém costuma ter lesões constantemente.